# Hamid Reza Abolhasani
Hamid Reza Abolhasani (* 4. Juli 1982) ist ein ehemaliger iranischer Leichtathlet, der sich auf den Dreisprung spezialisiert hat.

## Sportliche Laufbahn
Erste internationale Erfahrungen sammelte Hamid Reza Abolhasani vermutlich im Jahr 2004, als er bei den erstmals ausgetragenen Hallenasienmeisterschaften in Teheran mit einer Weite von 15,21 m den siebten Platz im Dreisprung belegte. Im Jahr darauf belegte er bei den Hallenasienspielen in Bangkok mit 7,18 m den siebten Platz im Weitsprung und gelangte im Dreisprung mit 15,26 m auf Rang fünf. 2010 beendete er seine aktive sportliche Karriere im Alter von 28 Jahren.
2005 wurde Abolhasani iranischer Meister im Dreisprung.

## Persönliche Bestleistungen
- Weitsprung: 7,51 m, 20. September 2005 in Teheran
  - Weitsprung (Halle): 7,18 m, 13. November 2005 in Bangkok
- Dreisprung: 15,87 m, 21. September 2005 in Teheran
  - Dreisprung (Halle): 15,26 m, 15. November 2005 in Bangkok